# Štajngrova
Štajngrova este o localitate din comuna Benedikt, Slovenia, cu o populație de 146 de locuitori.